# Heterobranchus longifilis
Heterobranchus longifilis е вид лъчеперка от семейство Clariidae. Видът не е застрашен от изчезване.

## Разпространение и местообитание
Разпространен е в Ангола, Бенин, Буркина Фасо, Габон, Гамбия, Гана, Гвинея, Гвинея-Бисау, Демократична република Конго, Египет, Етиопия, Замбия, Зимбабве, Камерун, Кения, Кот д'Ивоар, Либерия, Малави, Мали, Мозамбик, Нигер, Нигерия, Сенегал, Сиера Леоне, Танзания, Того, Уганда, Централноафриканска република, Чад и Южен Судан.
Обитава крайбрежията на сладководни басейни и реки.

## Описание
На дължина достигат до 1,5 m, а теглото им е максимум 55 kg.